# Łukowica (gmina)
Pour le chef-lieu, voir Łukowica.
Łukowica est une gmina rurale du powiat de Limanowa, Petite-Pologne, dans le sud de la Pologne. Son siège est le village de Łukowica, qui se situe environ 11 km au sud-est de Limanowa et 63 km au sud-est de la capitale régionale Cracovie.
La gmina couvre une superficie de 69,71 km2 pour une population de 9 285 habitants.

## Géographie
La gmina inclut les villages de Jadamwola, Jastrzębie, Łukowica, Młyńczyska, Owieczka, Przyszowa, Roztoka, Stronie, Świdnik.
La gmina borde les gminy de Kamienica, Łącko, Limanowa et Podegrodzie.